# Carl von Giech

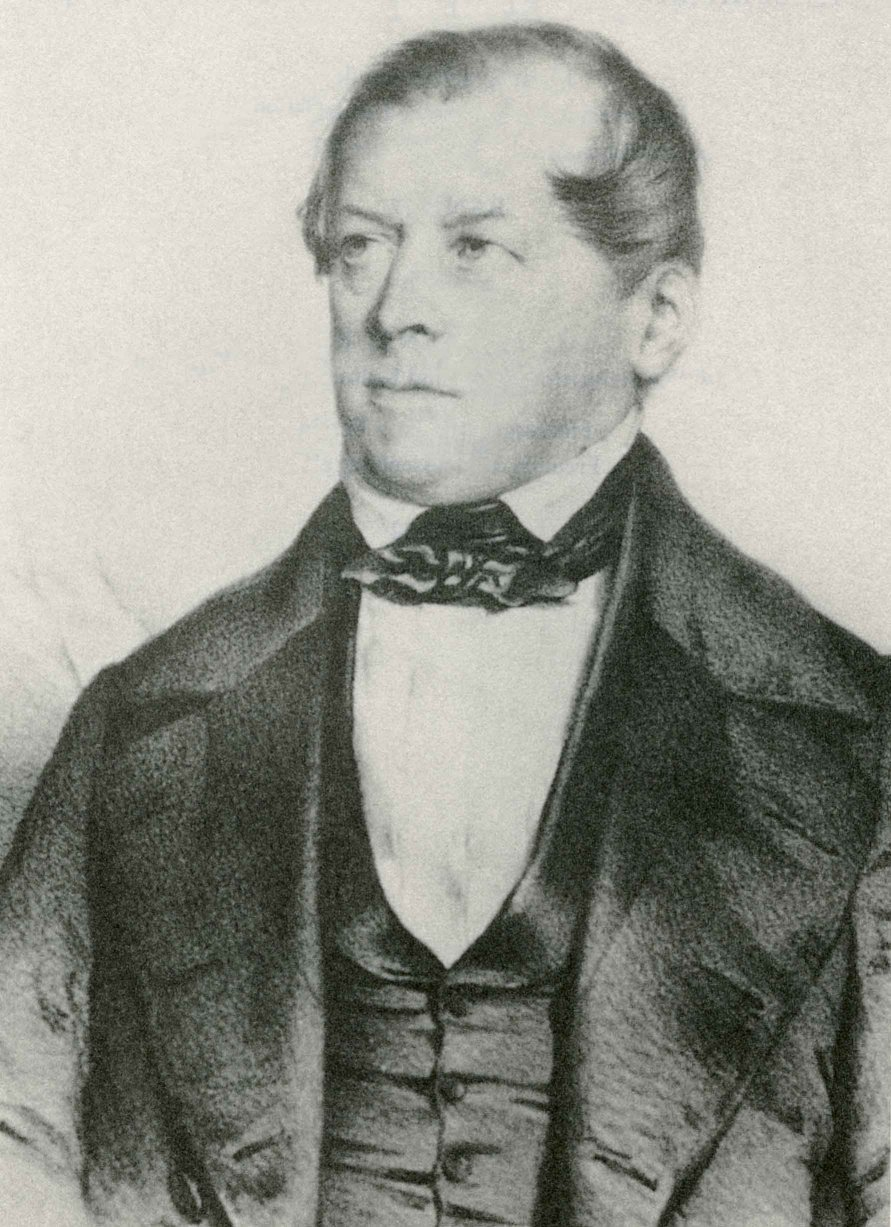
Carl von Giech

Franz Friedrich Carl Graf von Giech (* 29. Oktober 1795 in Thurnau; † 2. Februar 1863 in Nürnberg) war ein bayerischer Politiker.

## Herkunft
Seine Eltern waren Carl Christian Ernst Heinrich von Giech (1763–1818) und dessen Ehefrau die Gräfin Caroline von Schönburg-Wechselburg (1766–1836). Sein Bruder Hermann (1791–1846) war mit Henriette vom und zum Stein (1796–1865), einer Tochter des preußischen Ministers Freiherr Karl vom und zum Stein verheiratet.

## Leben
Giech studierte ab April 1811 Rechtswissenschaften in Heidelberg. Er trat in den bayrischen Verwaltungsdienst ein und wurde Regierungsdirektor in Würzburg und Kommissar der Universität, sodann seit 1838 Regierungspräsident von Mittelfranken in Ansbach, trat aber 1840 aus dem Staatsdienst und legte die Motive zu diesem Schritt in einer an den König gerichteten und ohne sein Wissen veröffentlichten Denkschrift (Stuttgart 1840) dar.
Noch mehr Aufmerksamkeit erregte er durch seine Ansichten über Staats- und öffentliches Leben (2. Auflage, Nürnberg 1843). An dem Kniebeugungsstreit (eine Verfügung des bayerischen Ministers Karl von Abel, welcher 1838 auch die protestantischen Soldaten zur Kniebeuge nötigen wollte) nahm er, der ebenfalls Protestant war, publizistisch lebhaften Anteil, wie er überhaupt für die Angelegenheiten der evangelischen Kirche ein großes Interesse an den Tag legte.
1848 war er Mitglied des Vorparlaments., wurde Abgeordneter in der Frankfurter Nationalversammlung und war in diesem und dem folgenden Jahr auch Mitglied der bayerischen Ständeversammlung, wobei er die Wahl zum Präsidenten der Ersten Kammer ablehnte. Später trat er wiederholt in den Versammlungen des Reichsrats in liberalem Sinn auf, so 1861 in der kurhessischen Frage und bei der Frage über Ansässigkeit und Gewerberecht der Juden.
Für das Haus Giech entwarf er das Hausgesetz im Geschlecht der Grafen und Herren von Giech (1855), welches für derartige Verhältnisse musterhaft war. 1857 begründete er eines der ältesten öffentlichen Schlossmuseen in Bayern, die Gräflich Giech’schen Familiensammlungen im Schloss Thurnau.

## Familie

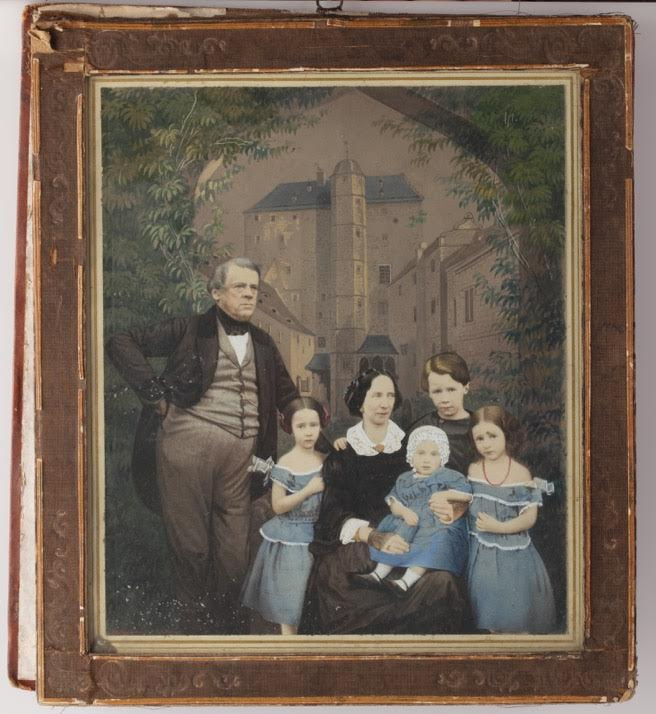
Carl Graf von Giech mit seiner Familie vor der Kemenate des Schlosses Thurnau, kolorierte Fotografie von A. Rassler, 1856

Er heiratete 1830 in Karlsruhe Franziska von Bismarck (1813–1872), eine Tochter des Oberhofmarschalls Johann Heinrich Ludwig von Bismark. Das Paar hatte einen Sohn und drei Töchter:
- Karl Gottfried (* 15. September 1847; † 18. Mai 1914) ⚭ Gräfin Maria Amalie Theresa von Hegnenberg-Dux (1853–1940)
- Anna (* 27. April 1849; † 14. März 1909) ⚭ Prinz Friedrich Wilhelm zu Hohenlohe-Ingelfingen (1826–1895)
- Caroline (* 22. Mai 1850; † 28. November 1923) ⚭ Graf Friedrich Carl Hermann Albrecht zu Ortenburg (1841–1894)
- Jula (* 2. März 1854; † 16. September 1927) ⚭ Freiherr Hans Karl von Thüngen (1851–1926), Reichsrat der Krone Bayern

## Werke
- Die Kniebeugung der Protestanten vor dem Sactissimum der katholischen Kirche in dem bayerischen Heere und in der bayerischen Landwehr. Materialien zur Beurtheilung dieser Angelegenheit vom Standpunkte der Glaubenslehre, des Staatsrechts und der Geschichte. Stettin, Ulm 1841. (Digitalisat)
- „Der letzte preußische Beamte in den vormaligen Fürstenthümern Ansbach und Bayreuth“, in: Allgemeine Zeitung, Nr. 194, 12. Juli 1852, S. 3090 [anonym erschienener Nachruf auf Christian Friedrich Lentz, gest. 1852]